# Guillem Hug dels Baus
Guillem Hug dels Baus (1050-1110), fill d'Hug I dels Baus, pertanyent a la senyoria dels Baus, a Provença.
Es casà amb Vierne amb qui tingué tres fills, Hug, Ramon I dels Baus -que heretà la senyoria i es casà amb Estefania, filla de Gerbert de Gavaldà i de la seva muller Gerberga de Provença i germana de Dolça de Provença- i Poncia.